# Žehuň
Žehuň är en ort i Tjeckien.   Den ligger i regionen Mellersta Böhmen, i den centrala delen av landet, 60 km öster om huvudstaden Prag. Žehuň ligger 208 meter över havet och antalet invånare är 437. Den ligger vid sjön Žehuňský Rybník.
Terrängen runt Žehuň är platt, och sluttar västerut. Runt Žehuň är det ganska tätbefolkat, med 86 invånare per kvadratkilometer. Närmaste större samhälle är Kolín, 13,6 km sydväst om Žehuň. Trakten runt Žehuň består till största delen av jordbruksmark.